# IUCAB
IUCAB (Internationally United Commercial Agents and Brokers) ist die weltweite Allianz von selbständigen Vertriebsunternehmen insbesondere Handelsvertreter- und Handelsmakler-Organisationen. Sie wurde 1953 in Amsterdam gegründet und hat ihren Sitz in Wien, Österreich. IUCAB vertritt die Berufs- und Wirtschaftsinteressen der Mitgliedsorganisationen als auch deren Mitgliedern auf internationaler Ebene.
Über die führende internationale B2B Plattform für Handel und Vertrieb, werden Auftraggeber (Hersteller/Lieferanten) weltweit beim Auf- und Ausbau ihres Vertriebs (Vertretungsvermittlung) unterstützt. Präsident ist Olivier Mazoyer, Frankreich. Generalsekretär ist Christian Rebernig, Österreich.

## Aufgabe der IUCAB
Der Verband vertritt die berufsständischen Interessen auf internationaler Ebene, so z. B. gegenüber den Organen und Behörden der Europäischen Union, ICC, Unidroit und pflegt die Beziehungen zwischen internationalen Wirtschafts- und Berufsorganisationen sowie sonstigen internationalen politischen und öffentlichen Institutionen.
Die IUCAB fördert den qualifizierten internationalen Vertragsvertrieb. Sie setzt sich dafür ein, dass den internationalen Märkten auch zukünftig qualifizierte Handelsvertretungen zur Verfügung stehen.
Aufgabe der IUCAB ist es auch, die Mitglieder der IUCAB-Verbände durch Informationen und Dienstleistungen zu unterstützen und den geschäftlichen Erfolg der Handelsvertreter und Handelsmakler zu sichern.

## Ziel
Ziel des Verbandes ist, die Freiheit und die wirtschaftliche Entwicklung des internationalen Handels zu wahren, zu schützen und zu fördern, die gemeinsamen Interessen der Handelsvertreter und Makler und die Stellung der Handelsvertreter und Makler als unabhängige Unternehmer in allen Ländern zu stärken.

## Geschichte
Bereits in den Jahren zwischen dem Ersten und dem Zweiten Weltkrieg entstanden Kontakte zwischen mehreren nationalen Verbänden der selbständigen  Handelsvertreter mit dem Ziel einer internationalen Zusammenarbeit zum Nutzen ihrer Mitglieder. Diese Kontakte wurden nach dem Ende des Zweiten Weltkriegs wieder aufgenommen und am 21. September 1953 wurde die Internationally United Commercial Agents and Brokers (IUCAB) gegründet. Damals bestand die IUCAB aus sieben nationalen Mitgliedsverbänden. In den folgenden Jahren traten weitere nationale Verbände aus Europa und Nordamerika der IUCAB bei.